# Filtro a maniche

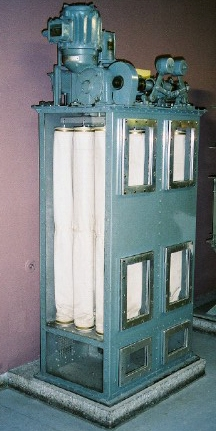
Un filtro a maniche

Un filtro a maniche (o filtro a sacchi) è un'apparecchiatura utilizzata per la depolverazione di correnti gassose.
Impianti in cui tali filtri sono comunemente utilizzati sono: inceneritori, cementerie, acciaierie.
È un particolare tipo di filtro a tessuto.

## Principio di funzionamento
Il principio su cui si basa è il seguente: i gas carichi di polvere entrano nel filtro, dove incontrano una serie di sacchi cilindrici (maniche). Il trasporto dei gas è assicurato da un ventilatore, in genere in coda all'impianto per evitare che il particolato rovini il ventilatore stesso, e per mantenere l'impianto in depressione, garantendo inoltre la depressione necessaria al punto di presa fumi o in camera di combustione.
Il materiale di cui sono costituite le maniche è trattato in maniera da avere una permeabilità tale da far passare il gas, ma non la polvere, che vi aderisce. In realtà il filtro realizzato dal tessuto di cui sono composte le maniche è utile solo per la fase iniziale del ciclo di uso della manica. Infatti sul tessuto si deposita velocemente uno strato di particolato, che costituisce di fatto la parte più efficace del filtro.
Un sistema di scuotimento, generalmente ad aria compressa, permette la rimozione periodica di parte di tale materiale (per evitare perdite di carico troppo elevate), che viene poi trasportato ed eventualmente stoccato attraverso sistemi di convogliamento (canalette fluidificate, catene raschianti, coclee, etc.).
Poiché l'emissione residua al camino si verifica soprattutto durante le fasi di scuotimento, il rendimento del filtro a maniche è tanto maggiore, ovvero tanto minore l'emissione residua, tanto minore è la frequenza di rigenerazione delle maniche richiesta.

## Schema costruttivo

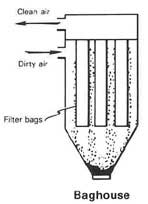
Schema di funzionamento di un filtro a maniche

Costruttivamente un filtro a maniche è costituito da:
- Condotto di ingresso, attraverso il quale il gas di processo, ad adeguata velocità, entra nel filtro ed è distribuito ai vari compartimenti. All'interno del condotto centrale sono posizionati opportuni deflettori/piastre forate per ottimizzare la ripartizione del gas.
- Serrande di alimentazione dei compartimenti (solo per filtri compartimentati).
- Tramogge, utilizzate sia per la distribuzione del gas alle maniche (dal basso), sia per raccogliere la polvere captata dalle maniche.
- Cassone (casing) all'interno del quale sono alloggiate le maniche, dotato di opportuni controventi e dimensionato per la depressione massima data dal ventilatore.
- Piastra tubiera sulla quale sono alloggiate le maniche, all'interno delle quali sono infilati dei cestelli.
- Plenum (camera pulita) attraverso la quale il gas è convogliato nel condotto di uscita.

Il sistema di lavaggio maniche è costituito da collettori di accumulo aria compressa, valvole pneumatiche e rampe di alimentazione dell'aria compressa alle maniche.
Un quadro di comando aziona in modo sequenziale e temporizzato le valvole pneumatiche.

## Materiali
La scelta delle maniche deve tenere conto di diversi fattori, tra i quali temperatura ed aggressività chimica dei gas.
I materiali che costituiscono le maniche si possono suddividere macroscopicamente in "tessuti" e "feltri":
- Nei tessuti i pori sono costituiti dagli spazi lasciati tra un filo e l'altro; l'efficienza di captazione dei tessuti può essere incrementata attraverso l'applicazione di una membrana, che realizza di fatto la captazione della polvere.
- I feltri garantiscono una maggiore efficienza di captazione e possono essere costituiti da microfibre, per essere efficaci anche sulle granulometrie più fini.

## Confronto con altri sistemi di depolverizzazione

### Vantaggi
- Bassi costi di investimento;
- Modularità;
- Piccoli ingombri;
- Efficienze molto alte con qualsiasi tipo di particolato.

### Svantaggi
- Costi di manutenzione non trascurabili;
- Impossibilità\difficoltà di trattare fumi umidi;
- Si deteriorano velocemente ad alte temperature, in funzione del materiale delle maniche (T < 280 °C per maniche con fibra di vetro, temperature inferiori per poliestere, acrilico, ryton).
- Elevate perdite di carico rispetto agli elettrofiltri.[1]